# Henryk Kitowski

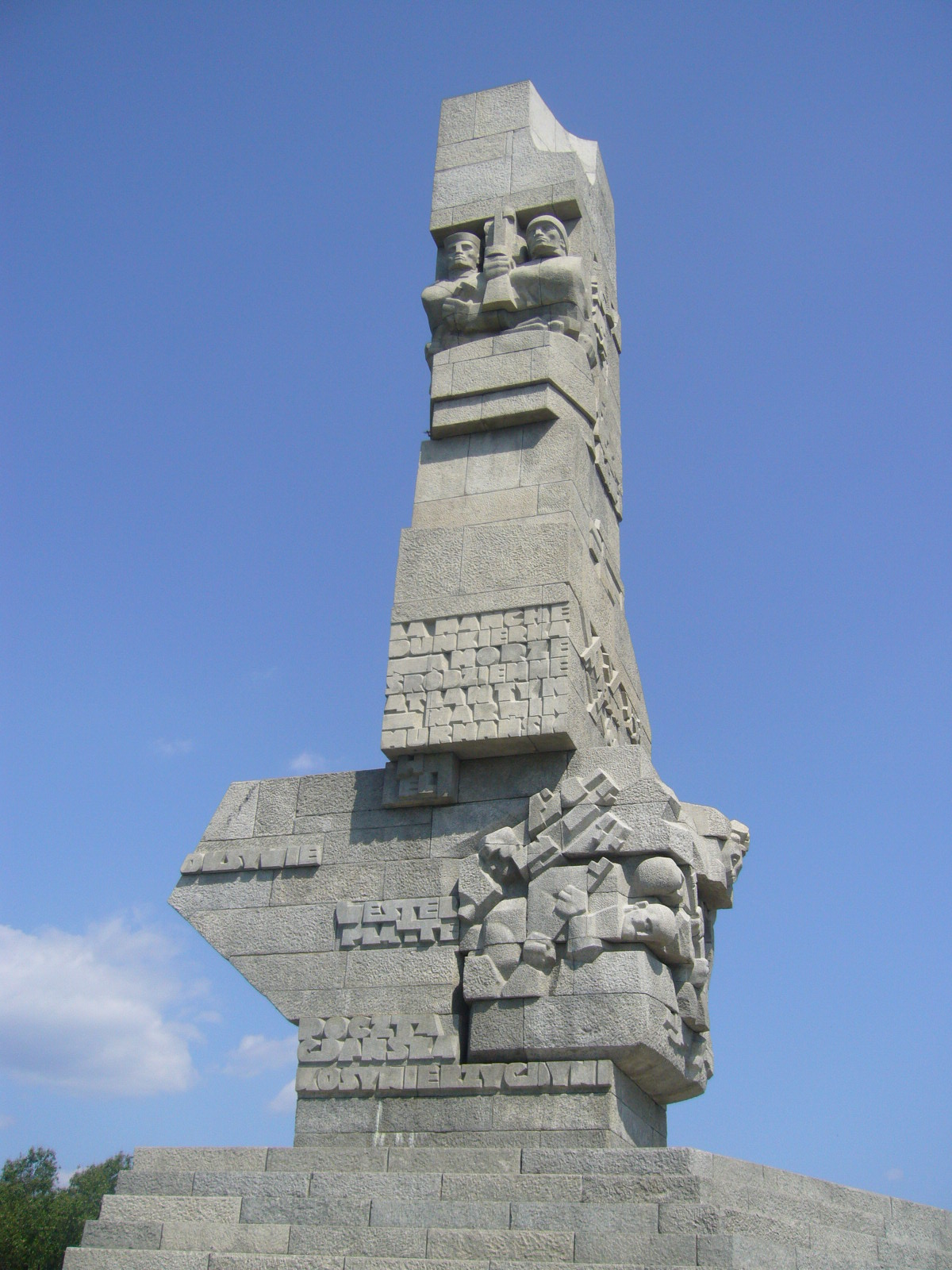
Pomnik na Westerplatte

Henryk Kitowski (ur. 1937 w Gdyni) – polski architekt, pedagog w Państwowej Wyższej Szkole Sztuk Plastycznych w Gdańsku (obecnie: Akademia Sztuk Pięknych w Gdańsku).

## Życiorys
Studiował w Państwowej Wyższej Szkole Sztuk Plastycznych w Gdańsku, dyplom w 1961 roku na Wydziale Architektury. W latach 1961–2003 pracował w gdańskiej uczelni w Katedrze Projektowania Wstępnego i Katedrze Projektowania Architektury Wnętrz. Współautor Pomnika Obrońców Westerplatte